# Bosc-Renoult-en-Roumois
Bosc-Renoult-en-Roumois is een plaats en voormalige gemeente in het Franse departement Eure (regio Normandië) en telt 435 inwoners (2005). De plaats maakt deel uit van het arrondissement Bernay.

## Geschiedenis
De gemeente is op 1 januari 2017 gefuseerd met de gemeente Theillement tot de commune nouvelle Thénouville. Een jaar later werd ook de aangrenzende gemeente Touville hierin opgenomen.

## Geografie
De oppervlakte van Bosc-Renoult-en-Roumois bedraagt 2,6 km², de bevolkingsdichtheid is 167,3 inwoners per km².
De onderstaande kaart toont de ligging van Bosc-Renoult-en-Roumois met de belangrijkste infrastructuur en aangrenzende gemeenten.

## Demografie
Onderstaande figuur toont het verloop van het inwonertal (bron: INSEE-tellingen).